# Löbtauer Brücke
Die Löbtauer Brücke (auch Löbtauer Hochstraße) ist eine rund einen Kilometer lange Hochstraße in Dresden. Sie ist zusammen mit der Nossener Brücke und dem Emerich-Ambros-Ufer Teil des Äußeren Stadtrings, der in diesem Abschnitt den Stadtteil Cotta mit der Südvorstadt verbindet.

## Lage und Verlauf
Die Löbtauer Brücke beginnt im Stadtteil Löbtau als Verlängerung der Nossener Brücke auf Höhe des Heizkraftwerks. Dort werden über Zubringerrampen zum Ebertplatz die Kesselsdorfer Straße, Freiberger Straße und die Löbtauer/Tharandter Straße angebunden. Am Ebertplatz überbrückt das Bauwerk die Weißeritz und wird anschließend diesem Fluss folgend gen Norden an die Stadtteilgrenze zu Cotta und der Friedrichstadt geführt. Dort wird sie mit zwei Rampen an das links und rechts der Weißeritz verlaufende Emerich-Ambros-Ufer angebunden.
Sie hat zwei baulich getrennte Richtungsfahrbahnen mit jeweils zwei Fahrstreifen und ist mit 998 Metern Länge eine der wenigen Dresdner Hochstraßen.

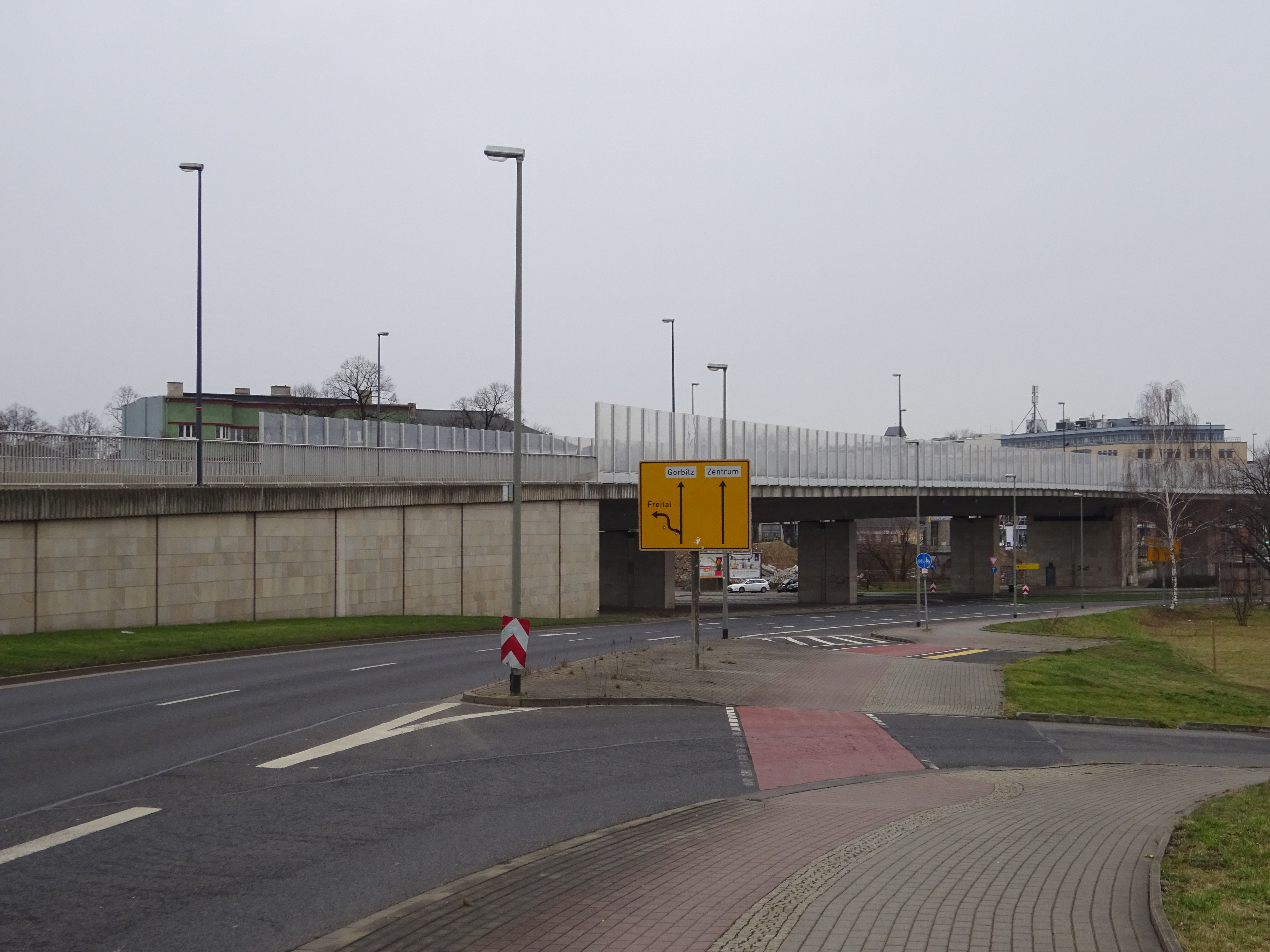
Beginn der Löbtauer Brücke und Anschluss des Ebertplatzes
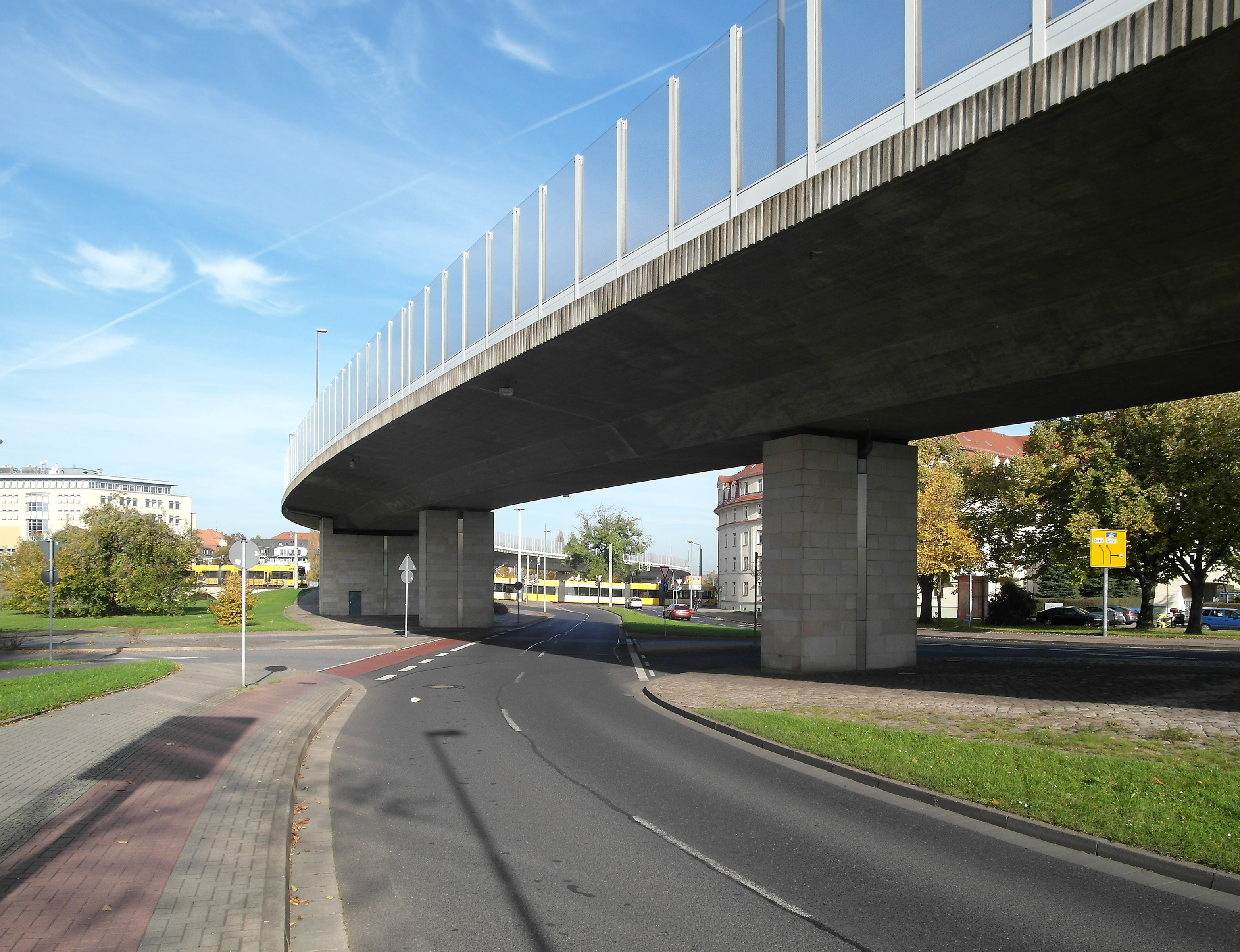
Überführung des Ebertplatzes
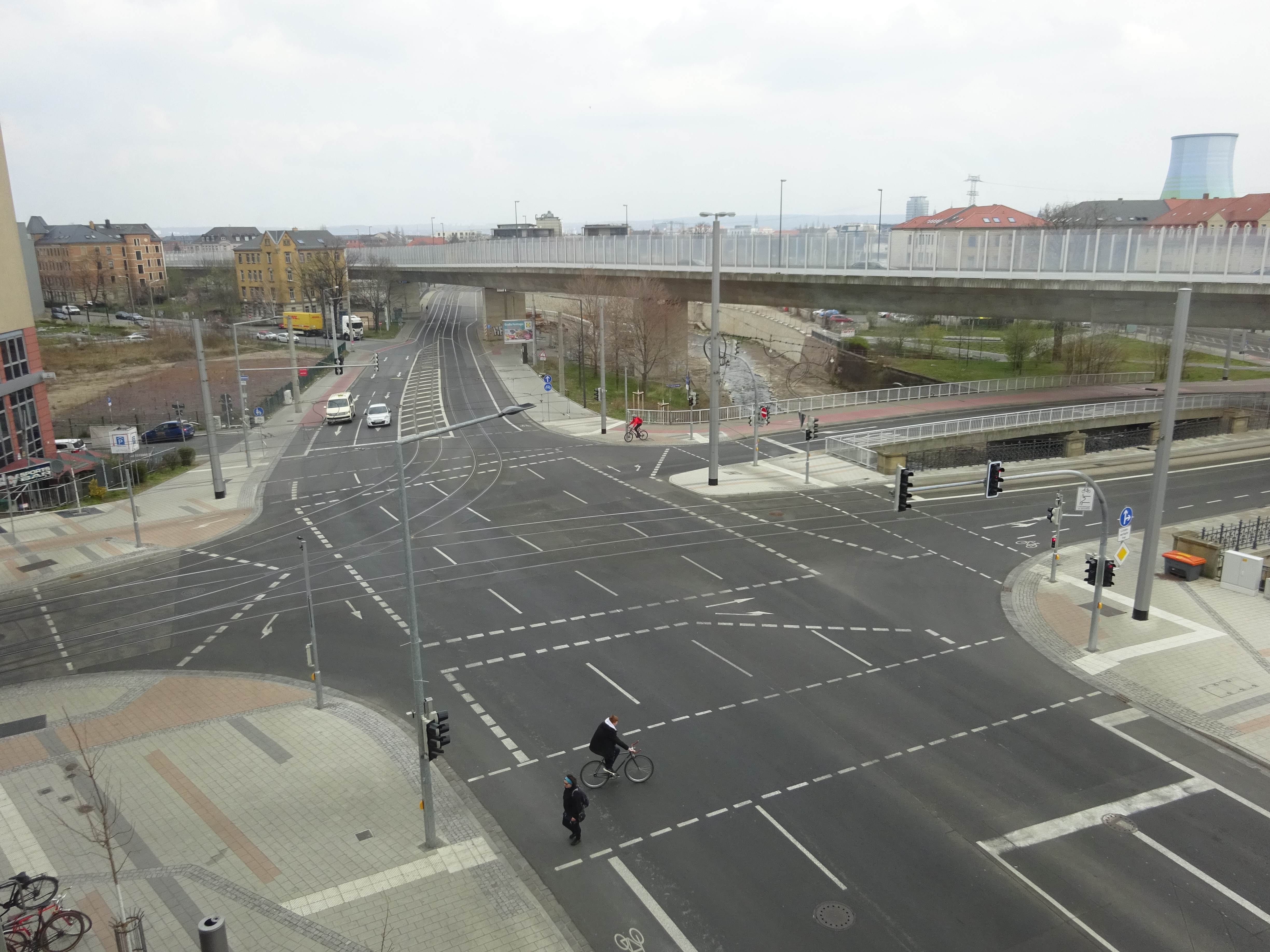
Die Löbtauer Brücke überspannt Weißeritz, Freiberger und Löbtauer Straße
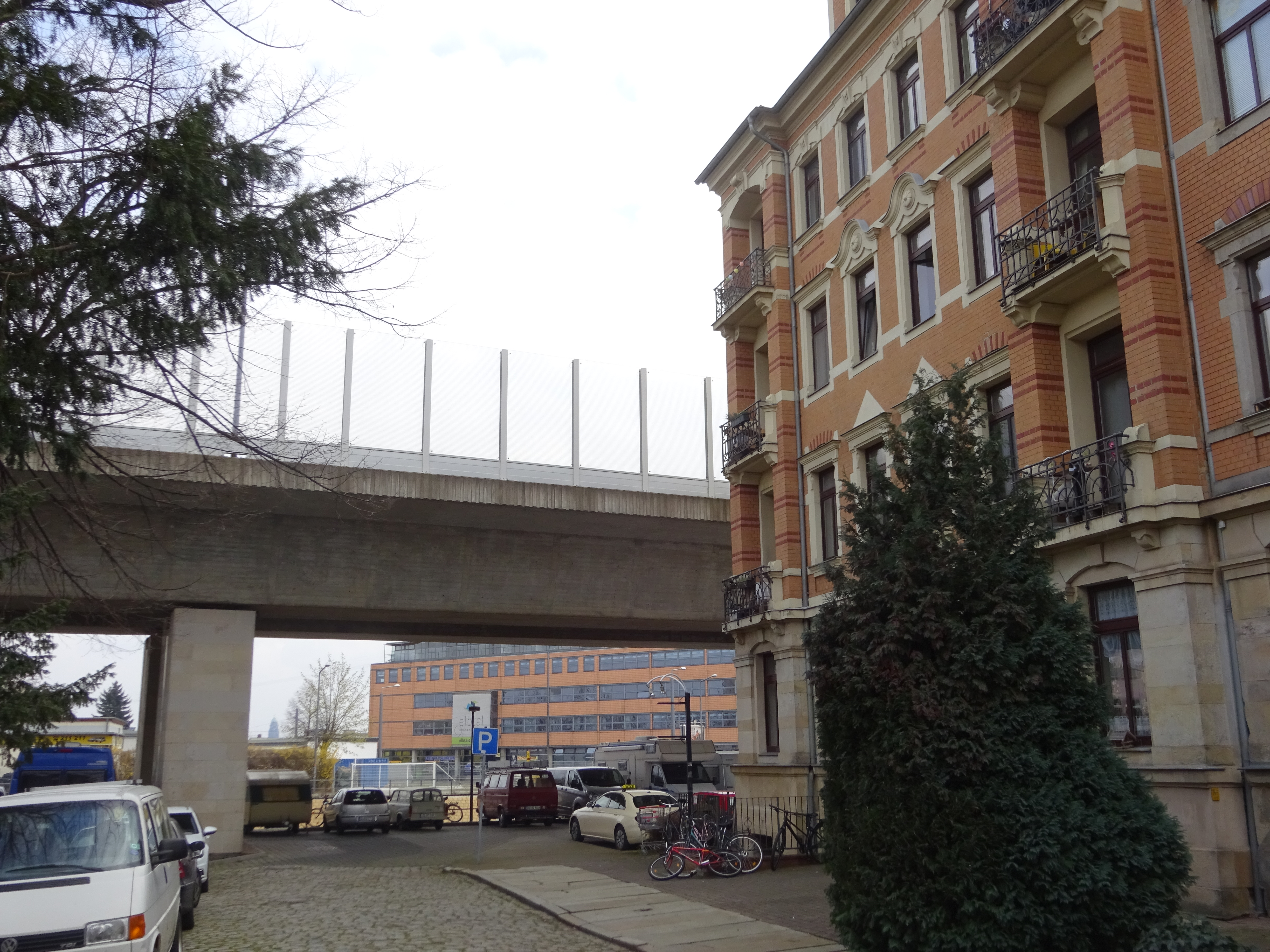
Löbtauer Brücke am Wernerplatz
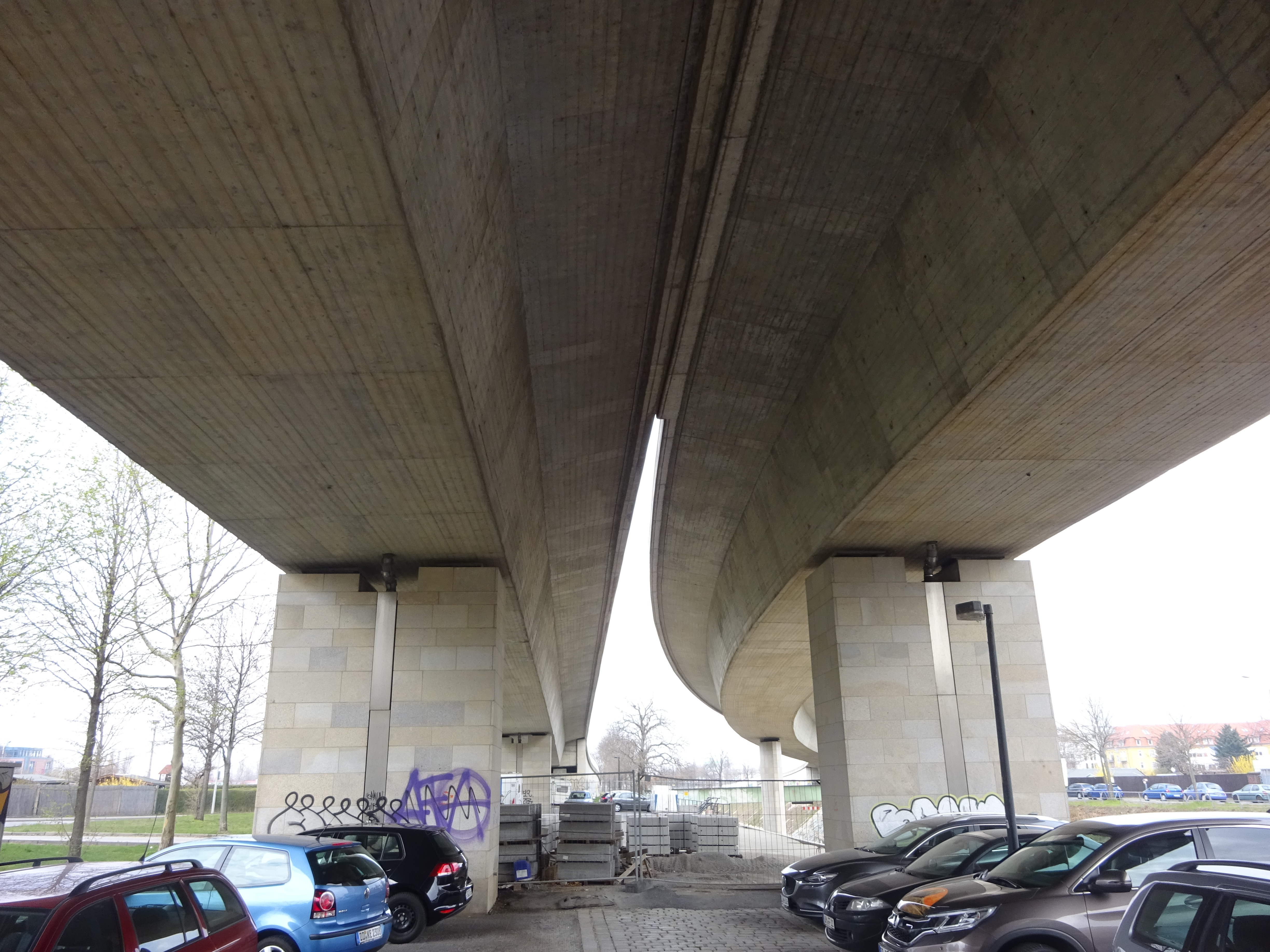
Wernerstraße Richtung Emerich-Ambros-Ufer
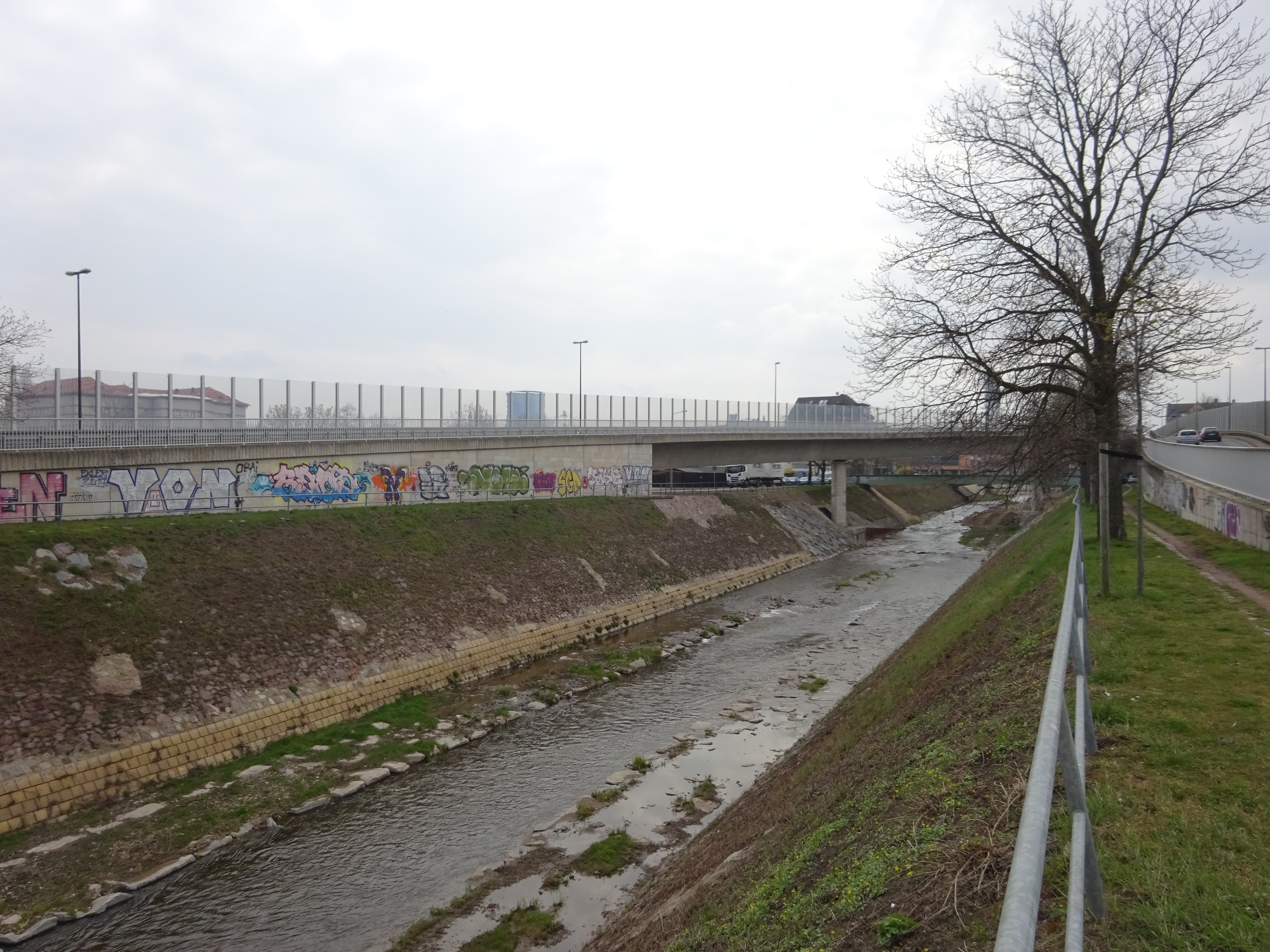
Rampen links und rechts der Weißeritz
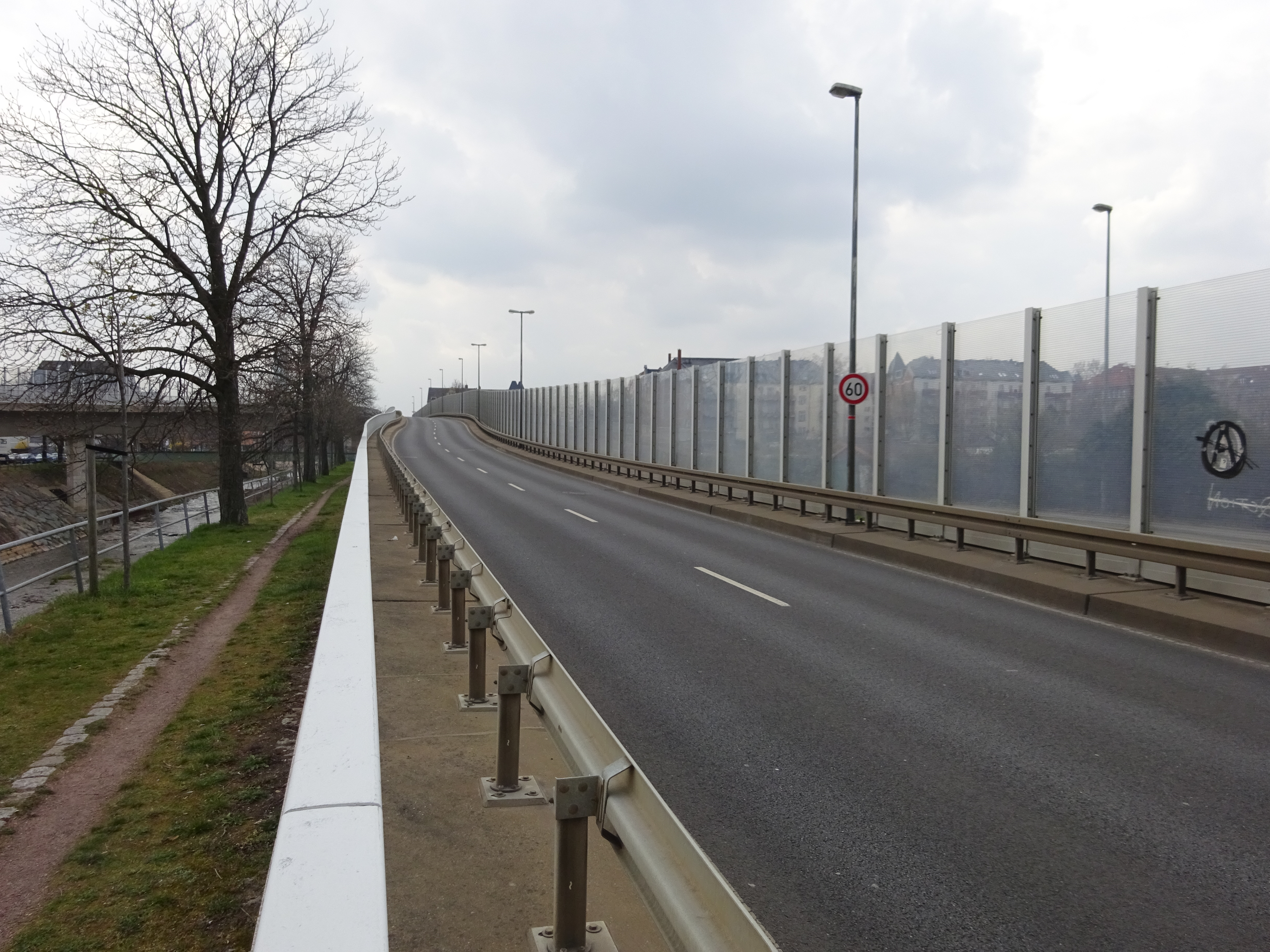
Westliche Auffahrt vom Emerich-Ambros-Ufer Richtung Nossener Brücke

## Geschichte

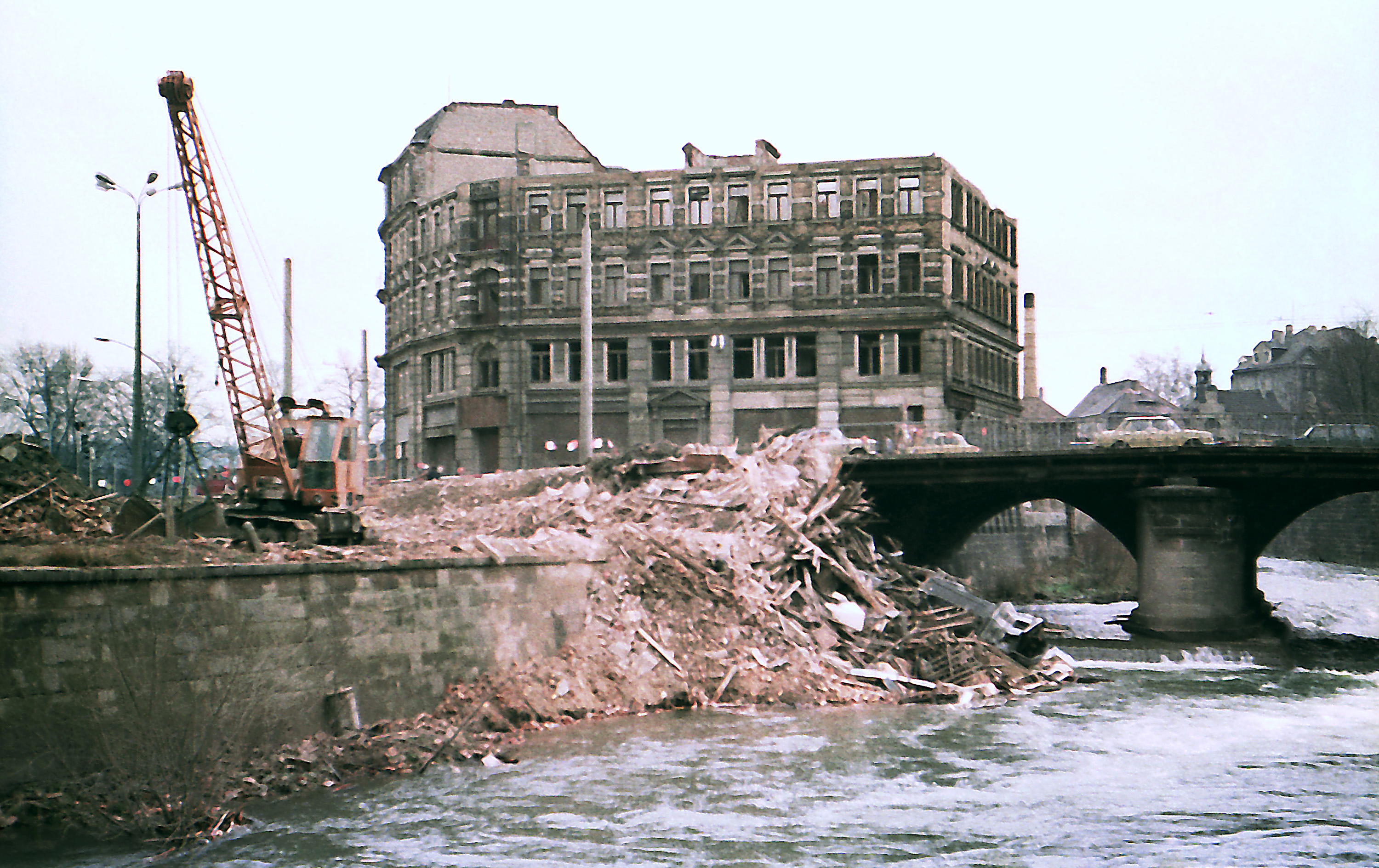
Abrissarbeiten an der Ecke Freiberger Straße/Willi-Ermer-Platz, 1988

Planungen für eine Verlängerung der 1889 erstmals errichteten und 1964 neugebauten Nossener Brücke gab es schon seit den 1960er Jahren in der DDR. Diese wurden in den 1970er Jahren nach der Fertigstellung erster Wohneinheiten in der neuen Plattenbausiedlung in Gorbitz konkreter. Ein Großteil des Verkehrs aus der Innenstadt zum später über 40.000 Einwohner zählenden Stadtteil nutzte die für diese Belastungen nicht ausgelegte Kesselsdorfer Straße. Im Jahr 1988 begannen bauvorbereitende Maßnahmen mit Abrissen einiger Wohngebäude entlang des geplanten Brückenverlaufs, der eine Weiterführung der bisher oberhalb des Willi-Ermer-Platzes (heutiger Ebertplatz) endenden „Brücke der Jugend“ (Nossener Brücke) über etwa 360 Meter bis hinter den Wernerplatz vorsah. Der Bau wurde auch nach der Wende weitergeführt, war aber allgemein umstritten, sodass der damalige Baubürgermeister Ingolf Roßberg 1991 zunächst einen Baustopp verhängte.
In den Folgejahren gab es umfangreiche Umplanungen, die unter anderem eine weitere Verlängerung bis zum Emerich-Ambros-Ufer vorsahen und den Abriss einiger bereits fertiggestellter Bauten erforderlich machten. Der Bau der umgeplanten Hochstraße wurde 1993 wieder aufgenommen und dauerte bis 1996 an. Die Bauausführung übernahm die „Bauunion Süd“, die aus dem VEB Autobahnbaukombinat hervorgegangen war. Der Name „Löbtauer Brücke“ wurde 1996 vergeben, die offizielle Einweihung des Bauwerks fand am 29. November 1996 statt.
Nach der Fertigstellung des Bramschtunnels nördlich der Löbtauer Brücke wurde die Bundesstraße 173 von der Kesselsdorfer Straße auf den Straßenzug Coventrystraße (Ost), Fröbelstraße, Emerich-Ambros-Ufer, Löbtauer/Nossener Brücke und Budapester Straße verlegt.
Im Oktober 2011 nutzten täglich etwa 40.000 Kfz die Brücke, der Anteil des Schwerlastverkehrs lag bei 5 %.
Im Sommer 2015 erfolgten Instandsetzungsarbeiten an der Brücke. Es wurden unter anderem schadhafte Teile ersetzt, die Übergangskonstruktionenen zur übrigen Fahrbahn und die Dichtung erneuert und eine neue Asphaltdecke aufgebracht. Es entstanden Baukosten von etwa einer halben Million Euro.